# Луцій Папірій Мугіллан (консул 444 року до н. е.)
Луцій Папірій Мугіллан (лат. Lucius Papirius Mugillanus; близько 480 до н. е. — після 443 до н. е.) — політичний, державний і військовий діяч часів ранньої Римської республіки, консул-суфект 444 року до н. е., цензор 443 року до н. е.

## Життєпис
Походив з патриціанського роду Папіріїв. Син Луція Папірія Мугіллана. Про молоді роки нічого невідомо. 
У 444 році до н. е. було анульовано вибори військових трибунів з консульською владою. Після цього сенатом призначено інтеррекса Титом Квінкцієм Капітоліном Барбатом, який призначив консулів-суфектів, якими стали Луцій Папірій Мугіллан та Луцій Семпроній Атратін. Під час своєї каденції воював з еквами, а потім уклав мирну угоду з містом-державою Ардея.
У 443 році до н. е. після відновлення посади цензора його обрано на цю посаду разом з Луцієм Семпронієм Атратіном. Спільно з колегою здійснив перепис населення. Подальша доля невідома.

## Родина
- Луцій Папірій Мугіллан, консул 427 року до н. е.